# Kia EV6
Kia EV6 är en elbil som den sydkoreanska biltillverkaren Kia introducerade i mars 2021.
Kia EV6 blev första sydkoreanska bilmodell att utses till årets bil 2022.
Versioner:
| Modell         | Årsmodell | Motor          | Effekt | Vridmoment | Batterikapacitet              |
| -------------- | --------- | -------------- | ------ | ---------- | ----------------------------- |
| Standard       | 2022-     | 1 st elmotor   | 125 kW | 350 Nm     | 58 kWh litiumjonackumulator   |
| Standard 4WD   | 2022-     | 2 st elmotorer | 239 kW | 605 Nm     | 58 kWh litiumjonackumulator   |
| Long Range     | 2022-     | 1 st elmotor   | 168 kW | 350 Nm     | 77,4 kWh litiumjonackumulator |
| Long Range 4WD | 2022-     | 2 st elmotorer | 239 kW | 605 Nm     | 77,4 kWh litiumjonackumulator |
| GT             | 2022-     | 2 st elmotorer | 430 kW | 740 Nm     | 77,4 kWh litiumjonackumulator |